# Where Have All the Good Times Gone
Where Have All the Good Times Gone (с англ. — «Куда Делись Все Хорошие Времена») — шестнадцатый в общем и пятый с альбома Diver Down сингл хард-рок группы Van Halen, вышедший в мае 1982 года на лейбле Warner Bros.

## О сингле
Сингл поднялся до 17 места в чарте Hot Mainstream Rock Tracks.
Дэйв: "Мы способны сыграть шесть разных песен Kinks. Потому что однажды, еще в наши барные дни, я купил двойной альбом у K-Tel или что-то в этом роде, на котором было 30 мелодий Kinks. Мы выучили все из одной стороны и играли их в грязь во время клубных концертов, по два раза за вечер каждый, потому что они звучали так хорошо, и под них было здорово танцевать и т.д." Он добавил, что группа никогда не встречалась с Рэем Дэвисом, но "однажды мы провели сеанс и попытались поднять его дух. И тут на мгновение материализовалась Крисси Хайнд."
Эдди: "в соло было больше звуков, чем строк. Я провел краем своего пикапа вверх и вниз по струнам для некоторых из этих эффектов. Я думаю, что использовал свой Эхоплекс в этой песне."

## Список композиций
| №  | Название                             | Длительность |
| -- | ------------------------------------ | ------------ |
| 1. | «Where Have All the Good Times Gone» | 3:02         |

| №  | Название                | Длительность |
| -- | ----------------------- | ------------ |
| 1. | «Dancing in the Street» | 3:43         |

## Участники записи
- Алекс Ван Хален — ударные
- Эдди Ван Хален — электрогитара и акустическая гитара, бэк-вокал
- Майкл Энтони — бас-гитара, бэк-вокал
- Дэвид Ли Рот — вокал, акустическая гитара